# Louis Awad
Louis Awad (arabisch لويس عوض, DMG Luwīs ʿAwaḍ), auch Luis Awadh geschrieben, (* 5. Januar 1915 in Scharuna, Gouvernement al-Minya, Oberägypten, Ägypten; † 9. September 1990 in Kairo) war ein ägyptischer Intellektueller und Schriftsteller.

## Leben
Awad wurde in einer koptischen Familie geboren. Nach seiner Schulzeit studierte er Literatur an der Universität Kairo und ging danach an die Oxford University und die Princeton University in den USA zu weiteren Studien. 1941 kehrte er nach Ägypten zurück und lebte danach bis zu seinem Lebensende fast ausschließlich im Stadtteil Dokki im Bezirk Gizeh auf der Westseite des Nils in Kairo.
Awad lehrte an der Universität Kairo an der Fakultät für Philosophie und begründete eine moderne Schule der Literaturkritik, die auf wissenschaftlichen Prinzipien beruht. In den Jahren 1945 bis 1950 wandte er sich, zusammen mit anderen ägyptischen Schriftstellern dem Marxismus zu. Der Kreis, dem auch sein Cousin Fawzi Habashi angehörte, setzte sich für eine umfassende Reform der ägyptischen Gesellschaft ein. Mit seinem Cousin, der während seiner Studienzeit in Kairo bei ihm wohnte, verbrachte er in den folgenden Jahren auch einige Zeit in derselben Zelle der Polizei. Sein Einsatz für die Gesellschaftsreformen setzte sich auch nach der Revolution von 1952 fort, sodass er 1954 seinen Posten als Professor an der Universität aufgeben musste.
Inn Awads Roman Anqa wurden seine Ansichten zur Reform in Ägypten zum Ausdruck gebracht. Sein Band mit Gedichten Plutoland zeigte zum ersten Male Verse in freier Form und war ein Angriff auf den Traditionalismus im Lande.
1960 wurde Awad Leiter der Literaturseiten der größten ägyptischen Tageszeitung Al-Ahram. In dieser Position kritisierte er die Form der Ausbildung an ägyptischen Schulen und Universitäten. Seine Stellungnahmen in Al-Ahram machten ihn in den Folgejahren zu einem der wichtigsten Meinungsmacher in der arabischen Welt.
In den 1970er- und 1980er-Jahren war Awad Berater des Journal of the American Research Center in Egypt.